# 테이블스푼

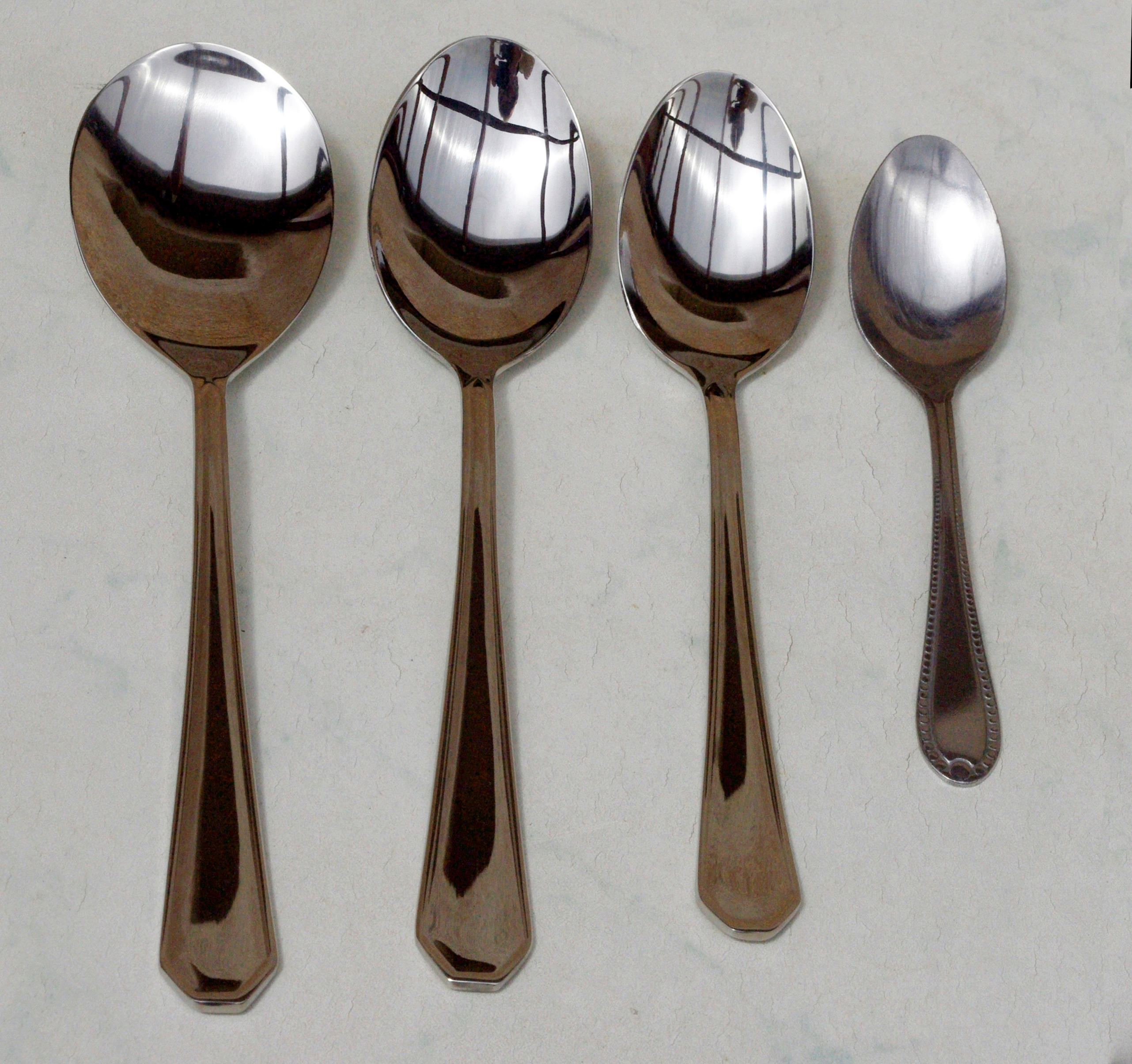
왼쪽부터 오른쪽으로: 서빙 숟가락, 테이블스푼, 디저트 스푼, 찻숟가락

테이블스푼(영어: tablespoon)은 큰 스푼이다. 많은 나라에서 테이블스푼은 서빙하는데 사용되는 용어이지만 캐나다와 같은 곳은 먹는 데 사용되는 스푼을 의미한다. 많은 나라에서는 테이블스푼의 용량은 약 15ml이다. 그러나 오스트레일리아에서는 20ml로 정의하고 있다.

## 개요
미국, 캐나다, 일본, 뉴질랜드, 남아프리카 공화국, 영국, 대한민국 등의 다양한 지역에서 테이블스푼 1스푼은 티스푼 3스푼과 동일 분량으로되어있다. 이들 지역에서는 테이블 스푼 1스푼은 약 15ml, 즉 0.5 액량 온스이다. 약자로 tbsp로 표기한다.

## 같이 보기
- 디저트 스푼
- 찻숟가락